# شينينغ
شينينغ باللغة الصينية ؛ Silung أو Ziling في التبت (الصينية المبسطة : 西宁، الصينية التقليدية : 西宁 والتبت : ཟི་ལིང་། ؛ بينيين : شينينغ، ويلي : تسى بين نينغ) هي عاصمة مقاطعة تشينغهاي، في جمهورية الصين الشعبية.

## تاريخ
شينينغ لديها تاريخ يمتد لأكثر من 2100 سنة  وكانت مركزاً تجارياً رئيسياً على طريق ممر قانسو الذي كانت تسلكه القوافل إلى التبت، كانت هذه القوافل محملة غالباً بالأخشاب والصوف والملح في العصور القديمة. وكانت التجارة على طول ممر قانسو جزء من ممر أكبر التجارة على طول طريق الحرير الشمالية، التي كان استخدامها المكثف في القرن الأول قبل الميلاد بعد الجهود التي بذلتها أسرة هان للسيطرة على هذا الطريق.

## توأمة
لشينينغ اتفاقيات توأمة مع:
- إيجيفسك

## وصلات خارجية
- Xining Government Website نسخة محفوظة 22 يناير 2019 على موقع واي باك مشين.